# Cooma-Monaro
Cooma-Monaro var en kommun i Australien. Den ligger i delstaten New South Wales, i den sydöstra delen av landet, omkring 320 kilometer sydväst om delstatshuvudstaden Sydney. 2014 var antalet invånare 10 073.
Kommunen upphörde den 12 maj 2016 då den slogs samman med Bombala Shire och Snowy River Shire för att bilda det nya självstyresområdet Snowy Monaro Regional Council.
Utöver huvudorten Cooma hörde även småstäderna Bredbo, Michelago, Numeralla och Nimmitabel, samt byarna Rosedale och Countegany till Cooma-Monaro Shire.
I övrigt fanns följande berg i Cooma-Monaro:
- Big Badja Hill
- Mount Dowling
- Mount Kelly